# Dokka

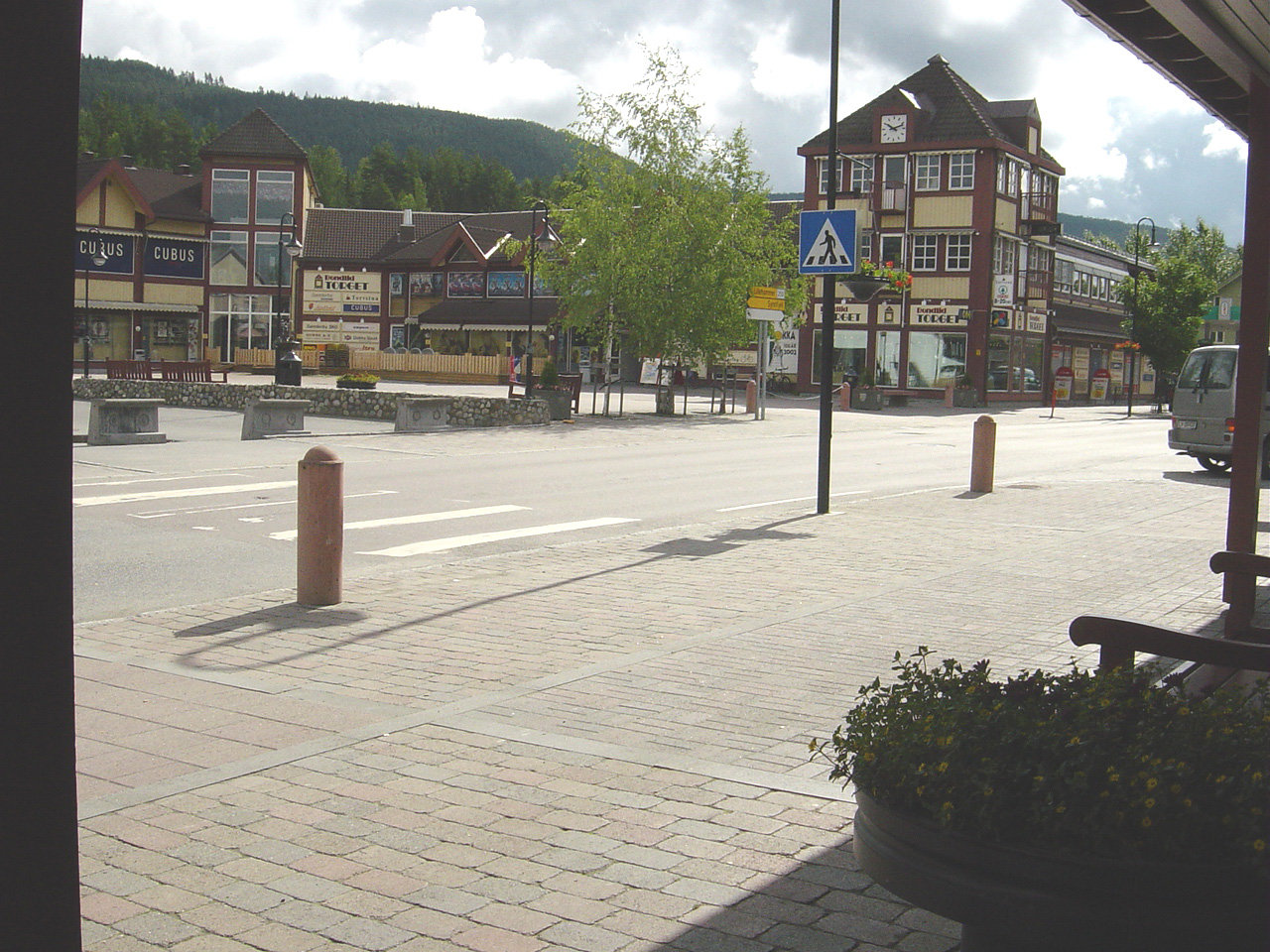
Dokka - centrum (2007)

Dokka – miejscowość w Norwegii, ośrodek administracyjny w gminie Nordre Land, w okręgu Oppland, położony u zbiegu rzek Dokka i Etna. 1 stycznia 2016 roku wieś ta liczyła 2913 mieszkańców, co przy całkowitej powierzchni 3,35 km² dawało gęstość zaludnienia 870 osób/km². W miejscowości znajduje się szkoła średnia, a także przystanek autobusowy, z którego można dostać się do Hvittingfoss i Hof.

## Znani mieszkańcy
- Sverre Kolterud[5] – dwuboista klasyczny
- Rune Brattsveen[6] – biathlonista